# Hubert Berkenkamp
Wilhelm Adolf Hubert Berkenkamp (* 17. Januar 1903 in Dortmund; † 30. März 1940 in Berlin-Schmargendorf) war ein deutscher politischer Funktionär und ehrenamtliches Mitglied des Volksgerichtshofs.
Berkenkamp trat zum 1. Dezember 1931 der NSDAP bei (Mitgliedsnummer 746.474) und fungierte von 1933 bis 1941 als Parteifunktionär im Rang eines Oberdienstleiters – später eines Reichsamtsleiters – als Leiter des Hauptamtes III (Gnadenamt für Parteiangelegenheiten) in der sogenannten Kanzlei des Führers (auch: Kanzlei des Führers der NSDAP) mit Dienstsitz in Berlin. Sein Nachfolger in dieser Stellung wurde 1941 Kurt Giese.
1934 wurde Berkenkamp als einer von 23 ehrenamtlichen Mitgliedern des 1. Senats beim nationalsozialistischen Volksgerichtshof berufen. Nach Eberhard Taubert und Hermann Walch war er das drittjüngste ehrenamtliche Mitglied dieser Körperschaft. In der SS (Mitgliedsnummer 279.016) erreichte er mindestens den Rang eines SS-Obersturmbannführers.
1938 wurde Berkenkamp in der „Liste des Führers zur Wahl des Großdeutschen Reichstages am 10. April 1938“ als Abgeordneter für den nationalsozialistischen Reichstag nominiert, erhielt aber kein Mandat.
Er starb 1940 durch Suizid.